# Віденська народна опера
Віденська народна опера (нім. Volksoper Wien) — другий після Віденської опери оперний театр у Відні. За сезон з вересня по липень театр дає близько трьохсот вистав. Розрахований на 1473 місця, додатково може вмістити 102 глядачів на стоячих місцях. Репертуар театру традиційно пов'язували з оперетами й операми німецькою мовою. Нині на його сцені ставляться опери, оперети, зингшпілі, мюзикли і балети.

## Історія
Театр побудований у 1898 році. Спочатку він мав назву Міський театр ювілею імператора (нім. Kaiser-Jubiläums-Stadttheater) на честь 50-річного ювілею правління імператора Франца Йосифа I і призначався тільки для постановки п'єс, але в 1903 році на сцені почали ставити опери та оперети.
У 1906 році першим капельмейстером став диригент Олександр Цемлінський. Перші постановки опер «Тоски» і «Саломеї» відбулися в 1907 і 1910 рр. відповідно. Тут виступали всесвітньо відомі оперні виконавці Марія Єріца і Ріхард Таубер. У роки Першої світової війни іденська народна опера стала другим за популярністю оперним театром Відня, але в 1929 році змінила репертуар, віддавши перевагу водевілю. Після Другої світової війни театр перетворився на додаткову сцену для постановок Віденської державної опери, зруйнованої в ході військових дій. У 1955 році Віденська народна опера повернула собі первісну роль і знову зайнялася постановками опер, оперет і мюзиклів. У 1983 році відбулися гастролі театру в СРСР. У Москві спектаклі проходили в приміщенні театру ім. К. С. Станіславського і Вл. І. Немировича-Данченка У програмі були оперети Й. Штрауса, Ф. Легара «Весела вдова», І. Кальмана «Королева чардашу» («Сільва»), а також гала-концерт. Директор театру (з вересня 2007) Роберт Майєр, художній керівник — Дітмар Штрасер, головного диригента (станом на квітень 2016) немає.
Найважливішою рисою патріотичної політики театру впродовж кількох десятиліть було виконання музично-театральних творів німецькою мовою, іншомовних — у німецькому перекладі (звідси назва Volksoper, букв. — народна опера). У XXI столітті поступово вводиться практика виконання іншомовних творів — особливо американських мюзиклів — мовою оригіналу, причому найчастіше розмовні діалоги німецькою чергуються з англійськими вокальними партіями.